# Bohuslav Josífek
Bohuslav Josífek (* 31. Dezember 1901; † 19. Juli 1980) war ein tschechoslowakischer Skisportler.
Josífek war bei den Olympischen Winterspielen 1924 als Soldat Teilnehmer der tschechoslowakischen Mannschaft beim Militärpatrouillenlauf und erzielte zusammen mit Josef Bím, Jan Mittlöhner und Karel Buchta den vierten Platz.